# Спа (физиотерапия)

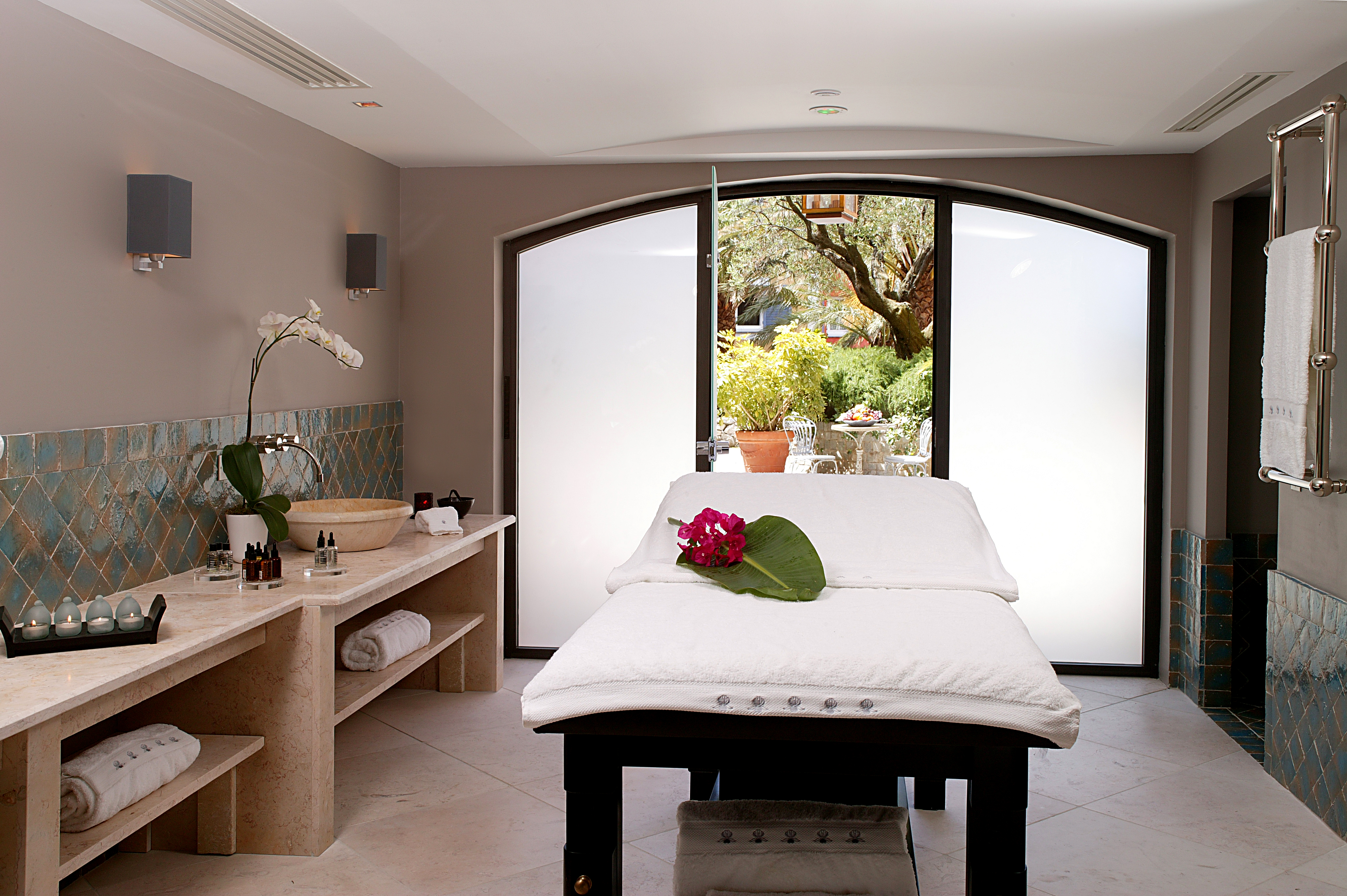
Спа-салон в гостинице Byblos, Сен-Тропе, Франция

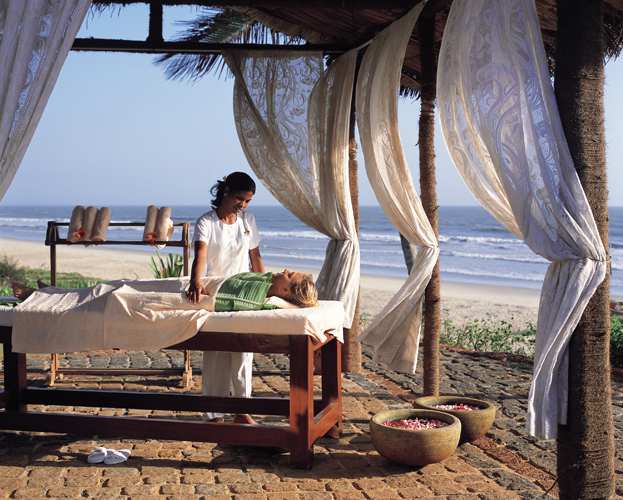
Спа-процедуры в гостинице Fort Aguada Beach Resort, Гоа, Индия

Спа — метод физиотерапии, связанный с водой. Иногда используется для обозначения таких понятий, как баня, водолечение, бальнеотерапия, талассотерапия и даже псаммотерапия.
Спа-курорты — курорты, которые предлагают лечение минеральными и морскими водами, водорослями и солями, лечебными грязями и целебными растениями. Известными европейскими спа-курортами являются Виши и Эвиан во Франции, Абано-Терме в Италии и Спа в Бельгии.
В настоящее время многие отели мира имеют собственные спа-центры. Существует индустрия спа-салонов, предлагающих посетителям гидромассажные ванны.

## Происхождение слова
Слово «спа» происходит от названия бельгийского курорта Спа, который приобрёл известность во всей Европе благодаря своим лечебным водам. Со временем слово стало нарицательным и стало употребляться для обозначения бальнеологических процедур или сопутствующих им явлений.
Часто в рекламе указывают альтернативное значение: акроним, который расшифровывают как «здоровье в воде» (лат. salus per aquam или лат. sanitas per aquam).

## История
Санаторно-курортное лечение существует с классических времён, когда водные ванны считались популярным средством лечения болезней. Практика путешествий к горячим или холодным источникам в надежде вылечить какую-либо болезнь восходит к доисторическим временам. Археологические исследования вблизи горячих источников во Франции и Чехии выявили оружие и подношения бронзового века. В Великобритании древняя легенда приписывала ранним кельтским королям открытие горячих источников в Бате, Англия.
Многие люди во всем мире верили, что купание в конкретном источнике, колодце или реке приводит к физическому и духовному очищению. Формы ритуального очищения существовали у коренных американцев, вавилонян, египтян, греков и римлян. Сегодня ритуальное очищение водой можно встретить в религиозных церемониях иудеев, мусульман, христиан, буддистов и индуистов. Эти церемонии отражают древнюю веру в целебные и очищающие свойства воды. Сложные купальные ритуалы практиковались также в Древнем Египте, в доисторических городах долины реки Инд и в эгейских цивилизациях. Чаще всего эти древние люди мало строили вокруг воды, а то, что они строили, носило очень временный характер.

## Организации
- Международная СПА Ассоциация, ISPAA (International SPA Association)[5].